# West Cracroft Island
West Cracroft Island är en ö i Kanada.   Den ligger i provinsen British Columbia, i den sydvästra delen av landet, 3 700 km väster om huvudstaden Ottawa. Arean är 155 kvadratkilometer.
Terrängen på West Cracroft Island är lite kuperad. Öns högsta punkt är 522 meter över havet. Den sträcker sig 11,1 kilometer i nord-sydlig riktning, och 33,5 kilometer i öst-västlig riktning.
Trakten runt West Cracroft Island är nära nog obefolkad, med mindre än två invånare per kvadratkilometer.